# Río Zanatenco
El Río Zanatenco es un río que se ubica en la parte noroeste del municipio de Tonalá, Chiapas, dentro de la región IstmoCosta. Tiene una superficie de 414.94 km² y un perímetro de 131.90 km, con rango altitudinal que va de 0 a los 1 800 m s. n. m.. El 94% de la superficie, se localiza en el municipio de Tonalá (Chiapas) y el resto corresponde a los municipios de Villaflores y Villa Corzo.  El 40% de la cuenca del Río Zanatenco forma parte de la Reserva de la Biosfera "La Sepultura". El Río Zanatenco, nace en las partes altas de la Sierra Madre de Chiapas, dentro de la Reserva de la Biosfera "La Sepultura", donde obtiene la mayor captación de agua de lluvia generando los ríos donde la confluencia de los escurrimientos fluviales le dan origen, y baja hasta desembocar en los esteros de la costa del Pacífico, creando un ecosistema donde se mantiene y reproducen una gran diversidad de peces y crustáceos de gran importancia económica y para el equilibrio ecológico. La ciudad de Tonalá, está dentro de esta cuenca.

## Toponimia
El significado de la palabra Zanatenco, deriva etimológicamente de la lengua náhuatl, es un topónimo aglutinado que se compone de dos vocablos sustantivos y un sufijo, y se estructura en la siguiente forma :
- Tzanatl = "Zanate", es el nombre de un ave de la familia de los ictéridos (Quiscalus mexicanus).
- Téntli = "Labios, borde u orilla"
- -co = "Lugar en"

La palabra téntli "orilla", pierde su terminación "tli" para unirse con la desinencia "co" y formar la palabra tenco = "Borde u orilla", por lo tanto, la palabra Zanatenco se traduce como: "Lugar en la orilla de los zanates".

## Clima y temperatura
El clima predominante en la cuenca, es el Cálido Húmedo que se extiende de los 0 a los 1000 m s. n. m. con temperatura media anual de entre 24° y 28 °C. De los 1000 y 1, 500 m s. n. m., se presenta el clima Semicálido Húmedo con temperatura media entre 20° y 22 °C, llegando a los 18 °C en los 2000 m s. n. m. Y de 2000 a 3000 m s. n. m. el clima se vuelve Templado Húmedo (partes más altas de la Sierra) con rangos de temperaturas 15° a 18 °C.

## Precipitación
Las precipitaciones más bajas en la zona costa con 1500 mm anuales en un promedio de 100 días con lluvia en el ciclo; en la parte alta se registran 3000 mm en el periodo y de 120 a 180 días de lluvias en el año.

## Caudal y volumen
El río Zanatenco, registra un caudal medio anual de 2.6 n/d m³/s, con un volumen de 80.6 mm³; su flujo promedio en época de estiaje es de 0.4 m³/s, y un volumen promedio de 1111.6 mm³ en época de lluvias.

## Hidrología
Las corrientes de esta cuenca tienen trayectorias cortas y rápidas en la cercanía del parteaguas de la sierra, ganando caudal y curvatura conforme se alejan de ésta. La planicie modifica por completo la morfología del río, haciéndolo lento y sinuoso hasta que alcanza el
sistema estuarino. La cuenca es de tipo exorreico y tiene un drenaje dendrítico, en general, con algunas áreas de tipo rectangular sobre el arroyo las delicias.
Los principales tributarios del Río Zanatenco son: San Marcos, La Meca, La Danta, El Zapote, San Isidro, San Marcos, Río Flor, Las Delicias, el Arrepentido y el Mojagual.

## Geología
La parte alta de la cuenca, corresponde a rocas ígneas intrusivas, siendo las más extendidas en la cuenca. En las inmediaciones de la ciudad de Tonalá y partes bajas, se registran sedimentos recientes (aluvión) y rocas metasedimentarias, el cual es el resultado del intemperismo y erosión que actúan en la zona rocosa de la cuenca.

## Edafología
Los tipos de suelos que más predominan en la cuenca son:
Regosol: Predomina en la parte alta y zona de montaña de la cuenca.
Litosol: Predomina en área pequeñas de la montaña.
Cambisol:Predomina en la parte media y baja, en una franja hasta Paredón. este tipo de suelo se usa en la ganadería con pastos naturales o inducidos, y en la agricultura.
Solonchak: Se localiza principalmente en la parte inundable, zona de humedales y parte baja de la cuenca, presentando alta salinidad, lo cual no es apto para la agricultura.

## Topografía
La parte alta está conformada por una topografía de fuertes pendientes y laderas abruptas que constituyen el cuerpo montañoso de la cuenca. Recorriendo el terreno hacia el Océano Pacífico, la topografía va formando un terreno plano hasta llegar a la costa, identificando toda esta parte baja de la cuenca como la Planicie o Llanura Costera del Pacífico.

## Vegetación
Bosque de Niebla o Bosque mesófilo: En la cuenca del Zanatenco solo existe 305 has, distribuido en las cumbres principales, extendiéndose de forma amplia hacia la vertiente norte de la Sierra. Su condición se considera muy buena, pues mantiene una alta biodiversidad y dentro de este, casi no se realizan actividades productivas que lo transformen, y representa la zona de captación de humedad más importante de la Cuenca.
Bosque de Pinos o bosque de coniferas: Se ubica en la parte alta de la cuenca, sobre la microcuenca La Meca, en el cerro Chumpipe cerca de la comunidad del Triunfo. De manera general, se considera en buen estado de conservación ya que su tamaño, condición y contexto paisajístico, se logran mantener. Tiene alta conectividad con la selva baja y el bosque de niebla.
Selva Baja Caducifolia: En la parte media y baja de la cuenca, es la vegetación más perturbada por las actividades agropecuarias y aunque en la parte alta mantiene una alta conectividad con el bosque ripario, selvas medianas y bosque de pino, de manera general se considera como un objeto que presenta una viabilidad regular. En la temporada de Otoño-invierno, los árboles tiran sus hojas, dando un aspecto como si estuvieran muertos y es una forma para mantener su humedad.
Bosque Ripario o de ribera: Las necesidades de agua de este tipo de vegetación se cubren fundamentalmente por la humedad del suelo y no necesariamente por la lluvia. En cuanto a su tamaño puede decirse que es representativo ya que se encuentra en toda la cuenca.
Vegetación de humedal: Su viabilidad se considera como buena por contener especies vitales para la reproducción y conservación de especies acuáticas y para la contención y estabilización de los márgenes en los esteros,  las especies de mangle son la comunidad vegetal más importante.

## Población
En la cuenca se encuentran asentadas 37 localidades con una población total de 48,680 habitantes.

## Degradación y contaminación
La deforestación en la parte alta de la cuenca, agrava el riesgo por erosión; al perderse la cobertura forestal, el suelo queda desprotegido y expuesto a los procesos erosivos. En la temporada lluviosa, la erosión hídrica en la parte alta y media de la cuenca, provoca derrumbes y deslaves. En algunos casos, se presentan tasas de acarreo de suelo superiores a las 200 ton/ha, afectando las zonas bajas y costeras, con el arrastre de suelos y azolvamiento de los esteros.
Al ampliarse la mancha pecuaria, ha provocado la deforestación y la desprotección del suelo, por la apertura de potreros o parcelas, y un  impacto generalizado es el uso incorrecto de los agroquímicos y sus desechos.
También, es relevante el crecimiento poblacional no orientado en la carta del plan de desarrollo urbano de la cabecera municipal, generándose diversos tipos de contaminantes, principalmente por la falta de tratamiento de las aguas residuales, así como la inadecuada disposición final y manejo de los residuos sólidos.
La calidad del agua en la parte alta del río, indica que se encuentra contaminada y que en caso de usarse para abastecimiento público, requiere de un tratamiento más eficiente que reduzca las sustancias contaminantes, como puede ser un tratamiento terciario.  La parte media y baja del río o de la cuenca, se encuentra altamente contaminada, por lo que se considera que el agua del río es inaceptable para uso como abastecimiento público y si en momento dado se requiera utilizar se debe de dar un tratamiento muy eficaz para eliminar las sustancias contaminantes.